# Hermetia flavipes
Hermetia flavipes är en tvåvingeart som beskrevs av Christian Rudolph Wilhelm Wiedemann 1830. Hermetia flavipes ingår i släktet Hermetia och familjen vapenflugor. Inga underarter finns listade i Catalogue of Life.